# Maurus Esteva Alsina
Maurus Esteva Alsina OCist (* 10. Juli 1933 in Gironella, Katalonien; † 14. November 2014 in Poblet) war ein spanischer Ordensgeistlicher, Abt des Zisterzienserklosters Poblet und später Generalabt der Zisterzienser.

## Leben
Maurus Esteva wurde am 7. September 1958 in der Abtei Poblet in Spanien eingekleidet und erhielt den Ordensnamen Maurus. Am 8. September 1959 legte er die zeitliche Profess ab. Nach dem Theologie- und Philosophiestudium wurde er am 18. März 1967 zum Priester geweiht, bereits drei Jahre darauf, am 17. November 1970 wurde er zum Abt von Poblet gewählt. Die Abtsbenediktion erfolgte am 13. November 1972. Am 4. September 1995 wurde Esteva zum Generalabt der Zisterzienser gewählt. Dennoch wirkte er zunächst weiter als Klostervorsteher in Poblet, bis er am 20. April 1998 resignierte. 2005 wurde er im Amt des Generalabtes bestätigt; 2010 trat er nicht mehr zur Wahl an.